# Triepeolus rufotegularis
Triepeolus rufotegularis là một loài Hymenoptera trong họ Apidae. Loài này được Ashmead mô tả khoa học năm 1900.